# Fiamme su Varsavia
Fiamme su Varsavia (Ulica Graniczna) è un film del 1948 diretto da Aleksander Ford.
Fu uno dei primissimi film sull'Olocausto, il primo a narrare in dettaglio la tragica vicenda del ghetto di Varsavia. Poiché descriveva ebrei, e non comunisti, come protagonisti della lotta antinazista, il film venne ad essere ostracizzato nella Polonia comunista.

## Trama
Cinque famiglie ebree e polacche di diversa estrazione sociale vivono assieme da buon vicini in una strada di Varsavia. Tutto cambia con l'invasione tedesca della Polonia. Le famiglie ebree vivono la dura esperienza del ghetto di Varsavia fino all'eroica rivolta del 1943. L'amicizia e la solidarietà tra alcuni ragazzi polacchi e ebrei rimane salda fino all'ultimo.

## Produzione
Il film fu prodotto in Polonia da Film Polski. Le riprese furono effettuate nel maggio 1947.

## Distribuzione
Il film fu presentato alla 9ª Mostra internazionale d'arte cinematografica di Venezia (1948). Fu quindi distribuito da Film Polski nelle sale cinematografiche polacche il 23 giugno 1949 e da Globe Film Distributors in 25 aprile 1950 negli Stati Uniti d'America con il titolo Border Street.